# (3650) Kunming
(3650) Kunming es un asteroide perteneciente al cinturón de asteroides, descubierto el 30 de octubre de 1978 por el equipo del Observatorio de la Montaña Púrpura desde el Observatorio de la Montaña Púrpura, Nankín (China).

## Designación y nombre
Designado provisionalmente como 1978 UO2. Fue nombrado Kunming en homenaje a la ciudad Kunmingo de la República Popular China.